# Jürgen Trittin
Jürgen Trittin (ur. 25 lipca 1954 w Bremie) – niemiecki polityk, działacz Zielonych, w latach 1998–2005 minister środowiska, ochrony przyrody i bezpieczeństwa reaktorów atomowych, poseł do Bundestagu.

## Życiorys
Po maturze z 1973 studiował nauki społeczne na Uniwersytecie w Getyndze, po czym pracował m.in. jako dziennikarz. Podczas studiów działał w maoistowskiej organizacji Kommunistischer Bund. W 1980 dołączył do Zielonych. Był m.in. sekretarzem prasowym AGIL, inicjatywny grupy Zielonych w Getyndze. W latach 1985–1990 i 1994–1995 zasiadał w landtagu Dolnej Saksonii, gdzie przewodniczył frakcji poselskiej swojej partii. W latach 1990–1994 w rządzie tego kraju związkowego sprawował urząd ministra do spraw federalnych i europejskich, reprezentował wówczas Dolną Saksonię w Bundesracie.
W latach 1994–1998 został jednym z dwóch rzeczników federalnych partii. Ustąpił w związku z wyborem do Bundestagu w 1998 (z uwagi na ówczesne statutowe przepisy zakazujące łączenia funkcji). Reelekcję do niższej izby niemieckiego parlamentu uzyskiwał w wyborach w 2002, 2005, 2009, 2013, 2017 i 2021.
Od listopada 1998 do listopada 2005 sprawował urząd ministra środowiska, ochrony przyrody i bezpieczeństwa reaktorów atomowych w dwóch rządach Gerharda Schrödera. Od października do listopada 2005 tymczasowo kierował również resortem rolnictwa. W latach 2009–2013 był współprzewodniczącym frakcji poselskiej Zielonych. W styczniu 2024 zrezygnował z zasiadania w niemieckim parlamencie.